# Monnecles apollinarii
Monnecles apollinarii är en skalbaggsart som först beskrevs av Pierre Émile Gounelle 1913.  Monnecles apollinarii ingår i släktet Monnecles och familjen långhorningar.
Artens utbredningsområde är Costa Rica. Inga underarter finns listade i Catalogue of Life.